# Klacek
Klacek, zdrobněle klacík, je obvykle mrtvá či odumřelá část stromu nebo keře. Může jím být například uschlá větev z nějaké dřeviny. Klacky mohou posloužit jakožto laciné palivo, lze z nich vyrábět např. samorosty, vhodně tvarovaná větev může posloužit jakožto vycházková hůl či primitivní ruční zbraň – to podle aktuálních potřeb. Klacky používají coby primitivní nástroj také některá divoce žijící zvířata – např. lidoopi.

## Přenesený význam slova
Všeobecně se soudí, že klacky tvoří pod stromy překážky, odtud pak český frazeologismus házet klacky pod nohy. Slovo klacek používáme také jako nadávku a pejorativní výraz. Někteří dospělí takto nazývají mladé lidi v pubertě, hovoří o jejich klackovitém chování.